# SN 1995al
SN 1995al – supernowa typu Ia odkryta 7 listopada 1995 roku w galaktyce NGC 3021. Jej maksymalna jasność wynosiła 13,36m.